# Aleksandar Ristić
Aleksandar Ristić (Sarajevo, 28 giugno 1944) è un allenatore di calcio ed ex calciatore bosniaco, fino al 1992 jugoslavo, di ruolo centrocampista o difensore.

## Caratteristiche tecniche
Era un esterno di centrocampo a sinistra, talvolta schierato come difensore sulla stessa fascia.

## Carriera
Da giocatore veste le maglie di Sarajevo, Hajduk Spalato e Mostar prima di trasferirsi in Germania e giocare in Bundesliga con l'Eintracht Braunschweig. Resta nello staff tecnico della squadra come giocatore-allenatore nella stagione 1977-1978 e dal 1978 è il vice di Branko Zebec prima e di Ernst Happel poi all'Amburgo. Nel primo semestre del 1981 si siede sulla panchina della prima squadra, arrivando al secondo posto in Bundesliga dietro al Bayern Monaco. Nel 1983 è chiamato all'Eintracht Braunschweig: dopo una prima buona stagione, nella seconda la squadra è agli ultimi posti della graduatoria e Ristić è licenziato ad aprile (la squadra retrocede in seconda divisione). Allena anche Schalke 04 e Fortuna Düsseldorf, che riporta in Bundesliga vincendo la serie cadetta nel 1989. Nel 1992 è richiamato al Fortuna: la squadra retrocede in terza divisione e Ristić ottiene due promozioni in due anni riportando la squadra in prima divisione nel 1995. Nella stagione seguente è semifinalista in Coppa di Germania, risultato eguagliato nella stagione 1998-1999 col Rot Weiss Oberhausen eliminato dal Bayern Monaco 1-3. Nel novembre 1996 è esonerato con la squadra a fondo classifica e in crisi di risultati.

## Palmarès

### Giocatore
- Kup Maršala Tita: 1

Hajduk Spalato: 1966-1967

### Allenatore
- 2. Fußball-Bundesliga: 2

Fortuna Dusseldorf: 1988-1989
Schalke 04: 1990-1991
- Oberliga Nordrhein: 1

Fortuna Dusseldorf: 1993-1994